# Borremose

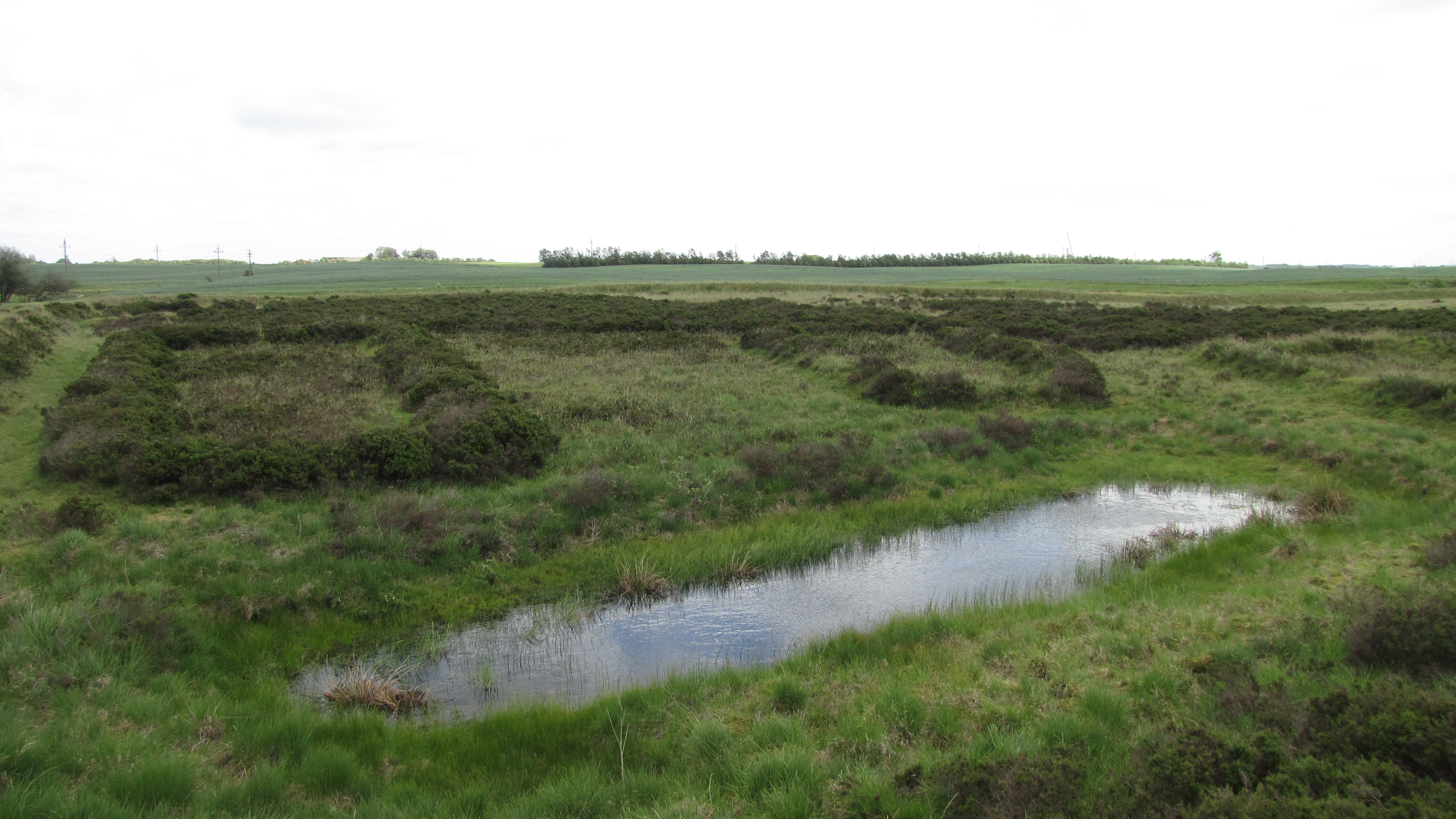
Borremose

Das Borremose ist ein ausgedehntes dänisches Hochmoor im westlichen Himmerland, im Norden Jütlands. Das Moor liegt etwa fünf Kilometer südöstlich der Stadt Aars in der Kommune Vesthimmerland. Es hat von Südwesten nach Nordosten eine Ausdehnung von drei Kilometern und ist bis zu einem Kilometer breit. Es ist bekannt für seine bedeutenden archäologischen Funde. Das sich nördlich hinter einer schmalen Schwelle an das Borremose anschließende Rævemose (Fuchsmoor) ist der Fundort des Kessels von Gundestrup, eines zentralen Fundes der Eisenzeit.
Ein Moor gleichen Namens liegt auf Falster.

## Archäologische Befunde

### Die befestigte Siedlung

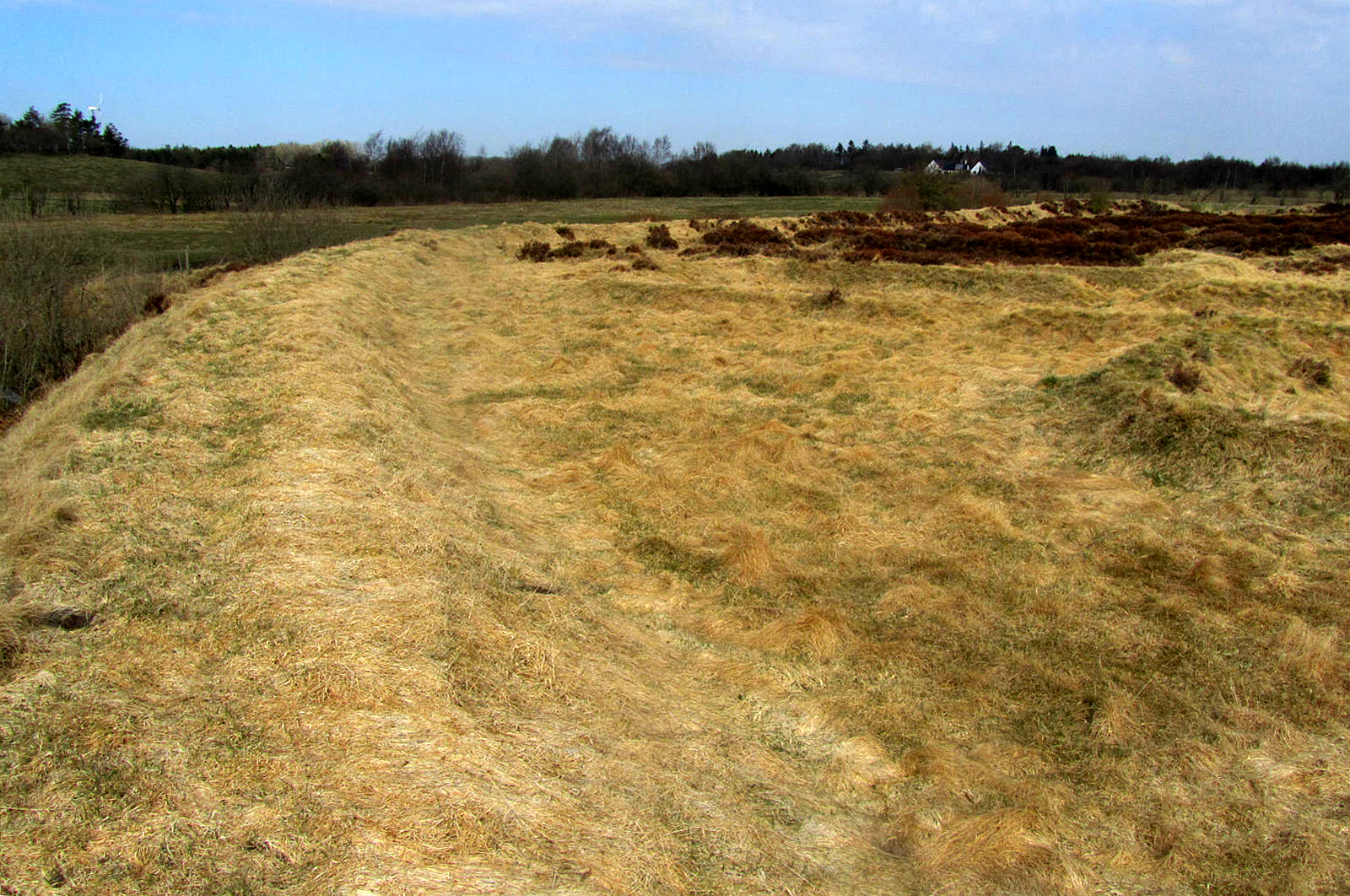
Wall und Hausreste

Der Mann von Borremose, eine der hier gefundenen Moorleichen

Im Süden des Moores hat man in den 1930er und 1940er Jahren die Festung Borremose (dänisch Borremosefæstningen) ausgegraben, die von etwa 300 v. Chr. bis 100 v. Chr. in Gebrauch war. Sie ist neben Lyngmose die größte Anlage Jütlands aus dieser Zeit. Die befestigte Siedlung wurde auf einer kleinen Insel, die von Sumpf und Mooren umgeben war, angelegt. Die in Nord-Süd-Richtung orientierte Insel war etwa 150 m lang und 80 bis 100 m breit. Ihre Einfriedung bestand aus zwei Gräben und einem Wall. Ein Graben lag zwischen der Insel und dem festen Land im Südosten, wo das Moor am schmalsten ist. Hier fand man einen regulären Wegedamm angelegt, gleichzeitig mit dem Dorf. Der andere Graben wurde auf der Außenseite der Insel gegraben. Es handelt sich um einen Sohlgraben mit flachem Boden. Er unterscheidet sich von späteren Ringwallanlagen, die einen Spitzgraben haben. Er wurde 1,50 bis 2,50 m in die kiesige Außenseite der Insel eingetieft und die herausgearbeitete Erde als Wall auf der Innenseite aufgehäuft. Da die Breite des Grabens 4 bis 6 m betrug, stand für den Wall eine ansehnliche Kiesmenge zur Verfügung. Der Abstand zwischen der Wallkrone und der Außenseite des Grabens betrug 6 bis 8 m und der Höhenunterschied zwischen der Wallkuppe und dem Boden des Grabens etwa 1,5 bis 2,5 m. Der Wall war mit Palisaden nicht verstärkt.
Auf einen Kult verweisen die Moorleichen, die man in der älteren Eisenzeit geopfert hat. Bei der Ausgrabung des Wallgrabens, der im Laufe der Zeit in wechselnden Schichten mit Abfall, Torf und abgerutschtem Kies angefüllt wurde, konnte man erkennen, dass die Anlage in der ersten Zeit ihres Bestehens nur in kürzeren Zeiträumen genutzt worden war. Auf dem Boden lagen verstreute Gefäßscherben und andere Sachen, und auf langen Strecken fand man nahezu nichts. Die Bodenschicht war eindeutig während der zeitweisen Aufenthalte abgelagert worden. Weiter oben im Graben lag eine Kulturschicht mit Tausenden von Gefäßscherben, die aus dem 1. Jahrhundert v. Chr. stammen.
Für einige frühe Erdwerke, die aus sukzessiv entstandenen einzelnen einander überlagernden Langgruben bestehen, kann eine Verteidigungsfunktion ausgeschlossen werden. Diese Bauweise besteht allerdings neben der mit kontinuierlichem Grabenzug, so dass das Bestehen von Erdwerken ohne Verteidigungscharakter als gesichert gelten kann.

### Die Messlatte
Ein Zeugnis der Vermessungsarbeiten, die den Erdarbeiten im Borremose vorangingen, legt eine 1,35 m lange Messlatte aus Eichenholz ab, die am einen Ende mit einem Knopf abschließt und am anderen Ende zugespitzt ist. Sie ist durch abwechselnd eingeschnitzte konvexe und konkave Bögen auf einer Seite in acht Einheiten von 16,5 cm Länge unterteilt.

### Die Moorleichen
Im zentralen Bereich fanden Torfstecher in den Jahren 1946 bis 1948 drei Moorleichen (genannt Borremose I, II und III) und einige erhaltene Kleidungsstücke. Anders als frühere Funde wurden sie sofort fachgerecht untersucht.